# Maria Andrejczyk
Maria Magdalena Andrejczyk (født 9. marts 1996) er en polsk atlet, der konkurrerer i spydkast. 
Ved sommer-OL 2020 afholdt i Tokyo vandt Andrejczyk sølvmedaljen i kvinders spydkast.